# Optisk kommunikation
Optisk kommunikation er en metode til at overføre data (information) fra et sted til et andet ved hjælp af lyspulser. Næsten al optisk kommunikation foregår ved at sende lyspulserne gennem en lysleder, også kaldet en optisk fiber, men optisk fritrumskommunikation er naturligvis også en mulighed. Lysledere blev brugbare i 1970'erne, og fiberoptiske kommunikationssystemer har revolutioneret telekommunikationsindustrien og har spillet en større rolle i ankomsten af informationsalderen. Grundet optisk kommunikations fordele over elektrisk kommunikation har lysledere i stor udstrækning erstattet elektriske kabler i backbone og distributionsdatanet over store dele af jorden.
Den optiske kommunikationsproces består af følgende bestanddele:
- Danne det optiske signal i en optisk sender (typisk fra et elektrisk signal)
- Formidle signalet gennem en lysleder
- Sikre at signal ikke bliver for forvrænget eller svagt
- Modtager det optiske signal – og konvertere det til et elektrisk signal.

## Standarder
For at forskellige leverandører kan levere interoperable komponenter er der udviklet standarder. International Telecommunications Union udgiver adskillige standarder relateret til karakteristikker og ydelse af lysledere:
- ITU-T G.651, "Characteristics of a 50/125 µm multimode graded index optical fibre cable"
- ITU-T G.652, "Characteristics of a single-mode optical fibre cable"

Andre standarder specificerer ydelseskrav for lysleder, sendere og modtagere så de kan anvendes sammen. Nogle af disse standarder er:
- 100 Gigabit Ethernet
- 10 Gigabit Ethernet
- Fibre Channel
- Gigabit Ethernet
- HIPPI
- Synchronous Digital Hierarchy
- Synchronous Optical Networking
- Optical Transport Network (OTN)

TOSLINK er det mest almindelige format for digital audio-kabler som anvender plast-lysledere til at forbinde digitale kilder til digitale modtagere – f.eks. forforstærkere eller effektforstærkere.

## Optisk fritrumskommunikation
Det frie rum kan også anvendes som medium for optisk kommunikation. Hvor man ved punkt-til-punkt-forbindelser i radioområdet anvender parabolantenner, anvendes teleskoper til optisk kommunikation. Optisk kommunikation uden lysledere er primært foreslået til brug i rummet, hvor der ikke er en atmosfære til at absorbere og sprede lyset.